# 飯野村 (山梨県)
飯野村（いいのむら）は山梨県中巨摩郡にあった村。現在の南アルプス市飯野にあたる。

## 地理
- 河川：滝沢川

## 歴史
- 1889年（明治22年）7月1日 - 町村制の施行により、近世以来の飯野村が単独で自治体を形成。
- 1951年（昭和26年）7月1日 - 在家塚村と合併して巨摩町が発足。同日飯野村廃止。

## 交通

### 鉄道路線
- 山梨交通
  - 電車線
    - 甲斐飯野駅 - 倉庫町駅

### 道路
- 富士川街道（現・国道52号）